# خوسيه أغوستين كوينتيرو
خوسيه أغوستين كوينتيرو (بالإنجليزية: José Agustín Quintero)‏ هو صحفي أمريكي، ولد في 6 مايو 1829 في هافانا في كوبا، وتوفي في 7 سبتمبر 1885 في نيو أورلينز في الولايات المتحدة.